# Буг (єврорегіон)
Єврорегіон «Буг» — єврорегіон, до складу якого входять прикордонні райони України, Польщі та Білорусі.

## Історія
Діяльність єврорегіону Буг регулюється Угодою про створення Транскордонного Об’єднання «Єврорегіон Буг», підписаною 29 вересня 1995 року в Луцьку між Волинською областю та колишніми Холмським, Люблінським, Тарнобжезьким і Замостським воєводствами Республіки Польща (до зміни адміністративного поділу цієї країни в 1999 році).
29 вересня 1995 року до єврорегіону Буг також увійшли Бялаподляське воєводство Польщі та Берестейська область Білорусі. Після впровадження в Польщі нового адміністративного поділу правонаступником регіонів – членів єврорегіону Буг з польської сторони стало Люблінське воєводство.
У травні 2000 року до складу єврорегіону Буг були прийняті Сокальський і Жовківський райони Львівської області як асоційовані члени.

## Структура та управління
Згідно із Статутом Об’єднання його керівним органом є Рада, до складу якої входять по 10 представників від трьох територіально-адміністративних одиниць країн-членів єврорегіону Буг: 
- Волинської області України;
- Люблінського воєводства Польщі;
- Берестейської області Білорусі.

Українська сторона представлена в Раді головою Волинської обласної державної адміністрації, головою Волинської обласної ради, мерами міст Луцька, Ковеля, Володимир-Волинського та головами Володимир-Волинської, Любешівської, Любомльської, Ратнівської і Шацької районних адміністрацій.

## Географія
Площа єврорегіону становить 80 тис. км², населення - близько 5 мільйонів осіб. Адміністративними центрами та найбільшими містами є Луцьк, Люблін та Берестя.